# Robert Boutigny
Robert Paul Boutigny, född 24 juli 1927 i Villeneuve-le-Roi, död 22 juli 2022 i Fréjus, var en fransk kanotist och olympisk bronsmedaljör.

## Karriär
Vid olympiska sommarspelen 1948 i London tog Boutigny brons i C-1 1000 meter. Vid VM 1950 i Köpenhamn tog han guld i C-1 10000 meter och silver i C-1 1000 meter.
Vid olympiska sommarspelen 1952 i Helsingfors slutade Boutigny på åttonde plats i i C-1 10000 meter.